# Clube Atlético Mineiro (femenino)
El Clube Atlético Mineiro, conocidas como "Vingadoras", es un club de fútbol femenino de la ciudad de Belo Horizonte, Brasil. Fue fundado en el 2005 y es la rama femeninda del Atlético Mineiro.
A nivel regional, el club ha ganado el Campeonato Mineiro siete veces.
El 2021, ganó el ascenso al Campeonato Brasileño de Fútbol Femenino A1.

## Historia
Inicialmente fundado en 1983, la sección femenina del Atlético Mineiro fue creada oficialmente el 2005 para disputar el nuevo Campeonato Mineiro femenino.
El equipo fue disuelto en 2012, debido a la falta de financiamiento. Sin embardo, el 19 de diciembre de 2018, el club anunció el regreso del equipo femenino en acuerdo a la orden de la Conmebol, que obliga a cada equipo masculino tener su rama femenina.

## Organigrama deportivo

### Entrenadores(as)
- Sidney Lima (diciembre de 2018–diciembre de 2019)[3][4]
- Lindsay Camila (octubre de 2021–marzo de 2023)[5][6]
- Vantressa Ferreira (interino- marzo de 2023–mayo de 2023/mayo de 2023–diciembre de 2023)[6][7][8]
- Antony Menezes (enero de 2024–abril de 2024)[9][2]
- Bruno Proton (interino- abril de 2024–presente)[2]

## Palmarés
| Competición nacional         | Títulos                                   | Subcampeonatos |
| ---------------------------- | ----------------------------------------- | -------------- |
| Campeonato Brasileño A2(0/1) |                                           | 2021           |
| Campeonato Mineiro(7/1)      | 2006, 2009, 2010, 2011, 2012, 2020, 2021. | 2008           |